# Mikołaj Bobrowski
Mikołaj Bobrowski (ur. w 1898 w Gaszynie, zm. 4 czerwca 1920 pod Antonówką) – żołnierz Wojska Polskiego, uczestnik wojny polsko-bolszewickiej, kawaler Orderu Virtuti Militari.

## Życiorys
Syn Wawrzyńca i Marii, urodził się w 1898 roku w Gaszynie. 
Żołnierz 27 pułku piechoty. Poległ w bitwie pod Antonówką 4 czerwca 1920. Odznaczony pośmiertnie Orderem Virtuti Militari.

## Ordery i odznaczenia
- Krzyż Srebrny Orderu Virtuti Militari nr 1470[1][2]